# Greg Proops
Gregory Everett „Greg” Proops (ur. 3 października 1959 w Phoenix) – amerykański aktor, aktor głosowy, komik i prezenter telewizyjny.

## Życiorys

### Wczesne lata
Urodził się w Phoenix w Arizonie jako syn Doris Olive (z domu Savage) i Stevena G. Proopsa. Jego matka miała korzenie angielskie, irlandzkie, niemieckie i szkockiego, a ojciec był pochodzenia żydowskiego. Wychował się w San Carlos w Kalifornii, cichym przedmieściu San Francisco. Uczęszczał do San Mateo Junior College w San Mateo. W 1982 ukończył studia na wydziale improwizacji i aktorstwa na Uniwersytecie Stanowym w San Francisco.

### Kariera
Po ukończeniu studiów, współtworzył grupę improwizującą, co zaimponowało producentom programu Channel 4 / ABC Whose Line Is It Anyway?. W latach 1989–1998 regularnie prowokował dowcipy i żarty, głównie o różnicach pomiędzy angielskim amerykańskim i brytyjskim, a także przekomarzał się z gospodarzem. Gdy brytyjska wersja programu dobiegła końca, dołączył do amerykańskiej wersji jako stały „czwarty uczestnik”. W kwietniu 2011 wziął udział w serii The Drew Carey Show wraz z innymi komikami z Whose Line Is It Anyway?.
Występował jako komik estradowy w całej Europie i Nowej Zelandii. Prowadził dwa teleturnieje: VS (1999) i Rendez-View (2001). Pracował dla kanału TV Guide przy krytykowaniu strojów gwiazd na czerwonym dywanie na rozdaniu Oscarów. Można go również usłyszeć jako tytułowego bohatera w popularnej kreskówce PBS Kids Bob Budowniczy (2005–2007). Ponadto użyczał głosu w różnych filmach i serialach telewizyjnych, w tym w filmie animowanym Tima Burtona Miasteczko Halloween (1993), Gwiezdne wojny: część I – Mroczne widmo (1999), gdzie podkładał głos Bede’a z dwugłowego komentatora Fode’a i Bede’a, oraz miniserialu Stripperella (2003–2004) z Pamelą Anderson.
Proops prowadzi codwutygodniowy program oraz talk-show w stylu nocnych rozmów w Largo w Hollywood. Od listopada 2007 jest stałym gościem w programie talk show produkcji Marca Marona.

## Życie prywatne
14 lutego 1990 ożenił się z artystką Jennifer Canagą. Mieszkają w Los Angeles.

## Filmografia

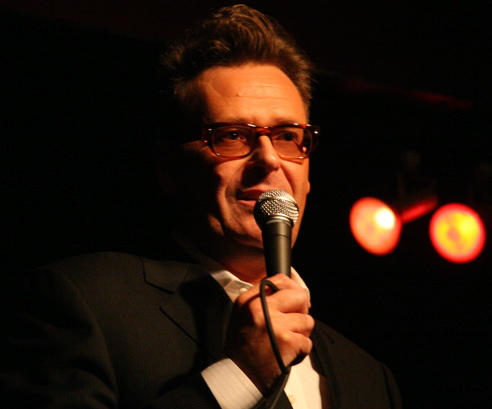
Greg Proops w 2008

### Filmy
- 1993: Miasteczko Halloween jako Demon Harlekin/Diabeł/Grający na Saksofonie (głos)
- 1999: Gwiezdne wojny: część I – Mroczne widmo (Star Wars – Episode 1: The Phantom Menace) jako Fode (głos)
- 2003: Kaena: Zagłada światów (Kaena: La prophétie) jako Gommy (głos; wersja angielska)
- 2003: Mój brat niedźwiedź (Brother Bear) jako niedźwiedź – samiec (głos)
- 2006: Asterix i wikingowie (Asterix and the Vikings) jako Kryptograf (głos)
- 2018: Kaczki z gęsiej paczki (Duck Duck Goose) jako Banzou (głos)

### Seriale
- 1989–1998: Whose Line Is It Anyway? – w roli samego siebie
- 1996: Dennis Rozrabiaka (Dennis the Menace & Gnasher) jako Quentin Hitchberg (głos)
- 1997: Trzecia planeta od Słońca (3rd Rock from the Sun) jako Yasmine
- 1997: Niegrzeczni panowie (Men Behaving Badly) jako Billy
- 1998: Mike Hammer, Private Eye jako Deke Gerard
- 2000: Sekrety Weroniki (Veronica’s Closet) jako Richard Small
- 2002: Ja się zastrzelę (Just Shoot Me!) jako facet z golfem
- 2000–2003: The Drew Carey Show jako Greg, Derek
- 2001: Mike, Lu i Og – głos
- 2001, 2003: Lloyd w kosmosie – głos
- 2003–2004: Stripperella jako Bernard (głos)
- 2005–2007: Bob Budowniczy jako Bob (głos)
- 2006: Brzydula Betty jako telewizyjny reporter mody
- 2008–2011: True Jackson jako Max Madigan
- 2010: Who Wants to Be a Millionaire – w roli samego siebie
- 2010: Gwiezdne wojny: Wojny klonów jako Tal Merrick (głos)
- 2012: QI – w roli samego siebie
- 2016: Lego Star Wars: Przygody Freemakerów jako Fode (głos)
- 2016: Wujcio Dobra Rada jako Kupidyn (głos)
- 2017–2018: Atomówki – dodatkowe głosy
- 2018–2019: Gwiezdne wojny: Ruch oporu jako Jak Sivrak, Garma, Szturmowiec (głos)
- 2019: Schooled jako pan Granger